# Jihobaltské pobřeží
Jihobaltské pobřeží (německy Südliche Ostseeküste, polsky Pobrzeża Południowobałtyckie, rusky Южные берега Балтийского моря) je geomorfologická subprovincie Středoevropské nížiny ležící v Německu (Šlesvicko-Holštýnsko a Meklenbursko-Přední Pomořansko), Polsku a Rusku (Kaliningradská oblast). Sahá několik kilometrů až několik desítek kilometrů do vnitrozemí v pásu od Kielského po Vislanský záliv.

## Geomorfologické členění
Podle geomorfologického členění Polska (Jerzy Kondracki) má jižní pobřeží Baltu číslo 313 a na území Polska se dělí na tři makroregiony (oblasti). Podle německého členění jde o několik skupin hlavních jednotek zasahujících do dvou regionů Severoněmecké nížiny.
- Nordwestdeutsches Tiefland (Severozápadoněmecká nížina)
  - Schleswig-Holsteinisches Hügelland (D23 – část) (Šlesvicko-holštýnská pahorkatina)
- Nordostdeutsches Tiefland (Severovýchodoněmecká nížina)
  - Mecklenburgisch-vorpommersches Küstengebiet (D01) (Meklenbursko-pomořanské pobřeží)
  - Nordostmecklenburgisches Flachland mit Oderhaffgebiet (D02) (Severovýchodomeklenburská rovina s Oderským zálivem)
  - Rückland der Mecklenburg-Brandenburger Seenplatte (D03) (Zázemí meklenbursko-braniborské jezerní plošiny)
  - Odertal (D07 – část) (údolí Odry)
- Makroregiony podle Kondrackého
  - 313.1 Pobrzeże Meklemburskie (Meklenburské pobřeží, Mecklenburgische Küste) [DE]
  - 313.2-3 Pobrzeże Szczecińskie (Štětínské pobřeží, Stettiner Küste) [DE/PL]
  - 313.4 Pobrzeże Koszalińskie (Koszalinské pobřeží) [PL]
  - 313.5 Pobrzeże Gdańskie (Gdaňské pobřeží) [PL/RU]

V Polsku existuje také Kašubské pobřeží, které je charakteristické etnickým národem Kašubů a které je podcelkem Gdańského pobřeží.